# Randall Wright
Randall Douglas Wright (* 4. August 1956 in Winnipeg, Manitoba, Kanada) ist ein kanadischer Ökonom und Hochschullehrer.

## Leben
Wright schloss 1979 sein Studium an der University of Manitoba als Bachelor of Arts ab. Anschließend wechselte er an die University of Minnesota, wo er 1986 seinen Ph.D. machte. Bereits ab 1984 Assistant Professor an der Cornell University, wechselte er 1987 an die University of Pennsylvania. Dort erhielt er 1990 ehrenhalber den Master of Arts und wurde in der Folge zum Associate Professor. 1994 berief ihn die Universität zum Professor. 2009 folgte er einem Ruf der University of Wisconsin–Madison.
Wrights Arbeitsschwerpunkt liegt im Bereich der Makroökonomie und der Geldwirtschaft. Zusammen mit Nobuhiro Kiyotaki erarbeitete er Anfang der 1990er Jahre einen Ansatz, mittels Suchtheorie Probleme der Geldwirtschaft zu erklären. Dieser Ansatz, mit dem sich Informations-, zeitliche oder räumliche Brüche besser als in vorherigen Ansätzen erklären lassen, fand später unter den Namen Matchingtheorie Eingang in die Wissenschaft. Darüber hinaus publizierte er insbesondere zu Themen rund um Arbeit.